# Strange Mercy
Strange Mercy är det tredje studioalbumet av den amerikanska musikern St. Vincent. Skivomslaget, ett foto taget av Tina Tyrell, är designat av St. Vincent.

## Låtlista
Alla låtar är skrivna och komponerade av Annie Clark, förutom spår 11 (skrivet av Annie Clark och Sharon Clark). 
| Nr  | Titel                  | Längd |
| --- | ---------------------- | ----- |
| 1.  | Chloe in the Afternoon | 2:55  |
| 2.  | Cruel                  | 3:35  |
| 3.  | Cheerleader            | 3:28  |
| 4.  | Surgeon                | 4:25  |
| 5.  | Northern Lights        | 3:33  |
| 6.  | Strange Mercy          | 4:28  |
| 7.  | Neutered Fruit         | 4:13  |
| 8.  | Champagne Year         | 3:28  |
| 9.  | Dilettante             | 4:03  |
| 10. | Hysterical Strength    | 3:16  |
| 11. | Year of the Tiger      | 3:28  |